# Sabri Lamouchi
Sabri Lamouchi (Lyon, 9 november 1971) is een Frans-Tunesisch voormalig profvoetballer en huidig voetbaltrainer. Lamouchi werd in oktober 2020 aangesteld als hoofdtrainer van Al-Duhail SC.

## Spelerscarrière
Sabri Lamouchi doorliep de jeugdreeksen van AS Lyon-Duchère en Cascol Oullins alvorens de overstap te maken naar Olympique Alès. Bij die club maakte hij in 1990 zijn debuut in Division 2. In korte tijd groeide de Franse middenvelder van Tunesische afkomst uit tot een vaste waarde.
Na vier seizoenen maakte Lamouchi de overstap naar de Division 1. Bij het AJ Auxerre van trainer en clubicoon Guy Roux werd hij een ploegmaat van onder meer Frank Verlaat, Taribo West en Lilian Laslandes. De club veroverde in 1996 zowel de landstitel als beker. Het is tot op heden de enige titel uit de geschiedenis van de Franse club.
In 1998 versierde de controlerende middenvelder een transfer naar AS Monaco, het sterrenelftal dat bestond uit bekende namen als David Trezeguet, Ludovic Giuly, Victor Ikpeba, John Arne Riise en Fabien Barthez. Lamouchi kende er twee uitstekende seizoenen onder coach Claude Puel. Zijn periode in het prinsdom sloot hij af met het behalen van de landstitel in 2000.
Nadien verkaste hij naar het Italiaanse Parma FC, waar de concurrentie op het middenveld groot was met de aanwezigheid van Sérgio Conceição, Diego Fuser, Stephen Appiah en zijn landgenoten Johan Micoud en Alain Boghossian. Desondanks werd Lamouchi ook bij de Italiaanse subtopper een belangrijke pion. In 2002 veroverde hij met Parma de beker, door in de finale over twee wedstrijden te winnen van landskampioen Juventus.
In 2003, net voor het uitbreken van het Parmalat-schandaal, zette Lamouchi een stap hogerop in de Serie A. De Argentijnse coach Héctor Cúper haalde hem naar Internazionale, maar de inmiddels 32-jarige middenvelder moest zich er tevreden stellen met een rol als invaller. Na een seizoen hield Lamouchi het voor bekeken in Milaan. Nadien voetbalde hij nog een seizoen voor Genoa CFC in de Serie B alvorens terug te keren naar Frankrijk.
Op 34-jarige leeftijd belandde Lamouchi bij Olympique Marseille. Hij werd er onder trainer Jean Fernandez een vaste waarde en bereikte met het elftal de bekerfinale. Desondanks vroeg hij enkele maanden later om te mogen opstappen wegens te grote concurrentie. Marseille liet hem vertrekken, waarna de Tunesische Fransman tekende bij het Qatarese Al-Rayyan SC. In de daaropvolgende jaren verdedigde hij in Qatar ook de kleuren van Umm-Salal SC en Al-Kharaitiyat SC. In 2009 zette hij een punt achter zijn spelerscarrière.

## Clubstatistieken
| Seizoen | Club                | Competitie    | Wedstrijden | Doelpunten |
| ------- | ------------------- | ------------- | ----------- | ---------- |
| 1990/91 | Olympique Alès      | Division 2    | 18          | 0          |
| 1991/92 | Olympique Alès      | Division 2    | 32          | 7          |
| 1992/93 | Olympique Alès      | Division 2    | 34          | 7          |
| 1993/94 | Olympique Alès      | Division 2    | 40          | 12         |
| 1994/95 | AJ Auxerre          | Division 1    | 35          | 5          |
| 1995/96 | AJ Auxerre          | Division 1    | 36          | 6          |
| 1996/97 | AJ Auxerre          | Division 1    | 27          | 3          |
| 1997/98 | AJ Auxerre          | Division 1    | 31          | 5          |
| 1998/99 | AS Monaco           | Division 1    | 24          | 2          |
| 1999/00 | AS Monaco           | Division 1    | 32          | 3          |
| 2000/01 | Parma               | Serie A       | 29          | 3          |
| 2001/02 | Parma               | Serie A       | 31          | 2          |
| 2002/03 | Parma               | Serie A       | 30          | 2          |
| 2003/04 | Internazionale      | Serie A       | 16          | 0          |
| 2004/05 | Genoa               | Serie B       | 20          | 1          |
| 2005/06 | Olympique Marseille | Ligue 1       | 32          | 5          |
| 2006/07 | Olympique Marseille | Ligue 1       | 5           | 0          |
| 2006/07 | Al-Rayyan           | Qatari League | 7           | 6          |
| 2007/08 | Umm-Salal           | Qatari League | 19          | 0          |
| 2008/09 | Al-Kharaitiyat      | Qatari League | 10          | 1          |
| Totaal  | Totaal              | Totaal        | 507         | 70         |

## Nationale ploeg
In 1994 werd Lamouchi geselecteerd voor het Tunesisch voetbalelftal, maar omdat hij onder bondscoach Khmais Laabidi tegen zijn zin op de bank moest zitten, koos hij nadien voor Frankrijk. In 1996 speelde de middenvelder onder bondscoach Aimé Jacquet zijn eerste interland voor Les Bleus. Datzelfde jaar mocht hij ook deelnemen aan het EK in Engeland. Frankrijk schakelde op het toernooi in de kwartfinale Nederland uit na strafschoppen. In de volgende ronde werden de Fransen zelf uitgeschakeld na strafschoppen. Lamouchi kwam op het EK één keer in actie. Hij mocht van Jacquet starten in de halve finale tegen Tsjechië. Hij werd na 62 minuten vervangen door Reynald Pedros. Voor het WK 1998, dat door Frankrijk zelf werd georganiseerd, werd Lamouchi gepasseerd door bondscoach Jacquet. Frankrijk kroonde zich op dat toernooi tot wereldkampioen. Ook voor latere toernooien werd Lamouchi niet opgeroepen. In 2000 speelde hij zijn laatste interland voor Les Bleus.
Lamouchi scoorde ook één keer voor Frankrijk. Op 27 maart 1996 zorgde hij tegen België na 71 minuten voor de 0-2-eindstand.
| Interlands van Sabri Lamouchi voor Frankrijk | Interlands van Sabri Lamouchi voor Frankrijk | Interlands van Sabri Lamouchi voor Frankrijk | Interlands van Sabri Lamouchi voor Frankrijk | Interlands van Sabri Lamouchi voor Frankrijk | Interlands van Sabri Lamouchi voor Frankrijk |
| №                                            | Datum                                        | Wedstrijd                                    | Uitslag                                      | Competitie                                   | Goals                                        |
| Als speler van AJ Auxerre                    | Als speler van AJ Auxerre                    | Als speler van AJ Auxerre                    | Als speler van AJ Auxerre                    | Als speler van AJ Auxerre                    | Als speler van AJ Auxerre                    |
| -------------------------------------------- | -------------------------------------------- | -------------------------------------------- | -------------------------------------------- | -------------------------------------------- | -------------------------------------------- |
| 1                                            | 24.01.1996                                   | Frankrijk – Portugal                         | 3 – 2                                        | Vriendschappelijk                            | 0                                            |
| 2                                            | 21.02.1996                                   | Frankrijk – Griekenland                      | 3 – 1                                        | Vriendschappelijk                            | 0                                            |
| 3                                            | 27.03.1996                                   | België – Frankrijk                           | 0 – 2                                        | Vriendschappelijk                            | 71'                                          |
| 4                                            | 29.05.1996                                   | Frankrijk – Finland                          | 2 – 0                                        | Vriendschappelijk                            | 0                                            |
| 5                                            | 01.06.1996                                   | Duitsland – Frankrijk                        | 0 – 1                                        | Vriendschappelijk                            | 0                                            |
| 6                                            | 05.06.1996                                   | Frankrijk – Armenië                          | 2 – 0                                        | Vriendschappelijk                            | 0                                            |
| 7                                            | 26.06.1996                                   | Tsjechië – Frankrijk                         | 0 – 0                                        | EK-eindronde                                 | 0                                            |
| 8                                            | 31.08.1996                                   | Frankrijk – Mexico                           | 2 – 0                                        | Vriendschappelijk                            | 0                                            |
| 9                                            | 09.10.1996                                   | Frankrijk – Turkije                          | 4 – 0                                        | Vriendschappelijk                            | 0                                            |
| 10                                           | 25.03.1998                                   | Rusland – Frankrijk                          | 1 – 0                                        | Vriendschappelijk                            | 0                                            |
| 11                                           | 22.04.1998                                   | Zweden – Frankrijk                           | 0 – 0                                        | Vriendschappelijk                            | 0                                            |
| Als speler van AC Parma                      |                                              |                                              |                                              |                                              |                                              |
| 12                                           | 24.03.2001                                   | Frankrijk – Japan                            | 5 – 0                                        | Vriendschappelijk                            | 0                                            |

## Trainerscarrière
In de herfst van 2009 ging Lamouchi aan de slag als analist voor zender Canal+. In mei 2012 werd hij aangesteld als bondscoach van Ivoorkust. Hij volgde de Ivoriaan François Zahoui op.
In 2013 nam hij met Ivoorkust deel aan de Afrika Cup. Het land bereikte de kwartfinale, waarin het werd uitgeschakeld door latere winnaar Nigeria. Op 16 november 2013 plaatste Lamouchi zich met Ivoorkust voor het WK 2014 in Brazilië. In de barragewedstrijden voor het WK schakelde zijn team Senegal uit na een zege (3-1) en een gelijkspel (1-1). Op de eindronde strandde zijn ploeg echter in de eerste ronde, net als bij de twee voorgaande edities, waarna hij na afloop terugtrad als bondscoach. Hij was met zijn 42 jaar de jongste bondscoach bij de WK-eindronde in Brazilië. Lamouchi werd opgevolgd door zijn landgenoot Hervé Renard.
| Interlands Ivoorkust onder leiding van Sabri Lamouchi | Interlands Ivoorkust onder leiding van Sabri Lamouchi | Interlands Ivoorkust onder leiding van Sabri Lamouchi | Interlands Ivoorkust onder leiding van Sabri Lamouchi | Interlands Ivoorkust onder leiding van Sabri Lamouchi |
| №                                                     | Datum                                                 | Wedstrijd                                             | Uitslag                                               | Competitie                                            |
| ----------------------------------------------------- | ----------------------------------------------------- | ----------------------------------------------------- | ----------------------------------------------------- | ----------------------------------------------------- |
| 1                                                     | 02.06.2012                                            | Ivoorkust – Tanzania                                  | 2–0                                                   | WK-kwalificatie                                       |
| 2                                                     | 09.06.2012                                            | Marokko – Ivoorkust                                   | 2–2                                                   | WK-kwalificatie                                       |
| 3                                                     | 15.08.2012                                            | Rusland – Ivoorkust                                   | 1–1                                                   | Oefeninterland                                        |
| 4                                                     | 08.09.2012                                            | Ivoorkust – Senegal                                   | 4–2                                                   | AC-kwalificatie                                       |
| 5                                                     | 13.10.2012                                            | Senegal – Ivoorkust                                   | 0–2                                                   | AC-kwalificatie                                       |
| 6                                                     | 14.11.2012                                            | Oostenrijk – Ivoorkust                                | 0–3                                                   | Oefeninterland                                        |
| 7                                                     | 14.01.2013                                            | Ivoorkust – Egypte                                    | 4–2                                                   | Oefeninterland                                        |
| 8                                                     | 22.01.2013                                            | Ivoorkust – Togo                                      | 2–1                                                   | Africa Cup                                            |
| 9                                                     | 26.01.2013                                            | Ivoorkust – Tunesië                                   | 3–0                                                   | Africa Cup                                            |
| 10                                                    | 30.01.2013                                            | Algerije – Ivoorkust                                  | 2–2                                                   | Africa Cup                                            |
| 11                                                    | 03.02.2013                                            | Ivoorkust – Nigeria                                   | 1–2                                                   | Africa Cup                                            |
| 12                                                    | 23.03.2013                                            | Ivoorkust – Gambia                                    | 3–0                                                   | WK-kwalificatie                                       |
| 13                                                    | 08.06.2013                                            | Gambia – Ivoorkust                                    | 0–3                                                   | WK-kwalificatie                                       |
| 14                                                    | 16.06.2013                                            | Tanzania – Ivoorkust                                  | 2–4                                                   | WK-kwalificatie                                       |
| 15                                                    | 06.07.2013                                            | Nigeria – Ivoorkust                                   | 4–1                                                   | Oefeninterland                                        |
| 16                                                    | 27.07.2013                                            | Ivoorkust – Nigeria                                   | 2–0                                                   | Oefeninterland                                        |
| 17                                                    | 15.08.2013                                            | Mexico – Ivoorkust                                    | 4–1                                                   | Oefeninterland                                        |
| 18                                                    | 07.09.2013                                            | Ivoorkust – Marokko                                   | 1–1                                                   | WK-kwalificatie                                       |
| 19                                                    | 12.10.2013                                            | Ivoorkust – Senegal                                   | 3–1                                                   | WK-kwalificatie                                       |
| 20                                                    | 16.11.2013                                            | Senegal – Ivoorkust                                   | 1–1                                                   | WK-kwalificatie                                       |
| 21                                                    | 05.05.2014                                            | België – Ivoorkust                                    | 2–2                                                   | Oefeninterland                                        |
| 22                                                    | 30.05.2014                                            | Bosnië en Herzegovina – Ivoorkust                     | 2–1                                                   | Oefeninterland                                        |
| 23                                                    | 04.06.2014                                            | El Salvador – Ivoorkust                               | 1–2                                                   | Oefeninterland                                        |
| 24                                                    | 14.06.2014                                            | Ivoorkust – Japan                                     | 2–1                                                   | WK-eindronde                                          |
| 25                                                    | 19.06.2014                                            | Colombia – Ivoorkust                                  | 2–1                                                   | WK-eindronde                                          |
| 26                                                    | 24.06.2014                                            | Griekenland – Ivoorkust                               | 2–1                                                   | WK-eindronde                                          |

## Erelijst
Als speler
 AJ Auxerre
- Division 1: 1995/96
- Coupe de France: 1995/96

 AS Monaco
- Division 1: 1999/00

 Parma
- Coppa Italia: 2001/02

 Umm-Salal
- Emir of Qatar Cup: 2007/08

 Olympique Marseille
- UEFA Intertoto Cup: 2005

Als trainer
 El-Jaish
- Qatar Cup: 2016

Individueel als trainer
- EFL Championship Manager of the Month: september 2019, januari 2020

1 Lama ·
2 Angloma ·
3 Di Meco ·
4 Lebœuf ·
5 Blanc ·
6 Guérin ·
7 Deschamps  ·
8 Desailly ·
9 Djorkaeff ·
10 Zidane ·
11 Loko ·
12 Lizarazu ·
13 Dugarry ·
14 Lamouchi ·
15 Thuram ·
16 Barthez ·
17 Madar ·
18 Pedros ·
19 Karembeu ·
20 Roche ·
21 Martins ·
22 Martini ·
Coach: Jacquet
1 Copa ·
2 Viera ·
3 Boka ·
4 K. Touré ·
5 Zokora ·
6 Drogba ·
7 Akpa-Akpro ·
8 Gradel ·
9 Tioté ·
10 Bony ·
11 Gervinho ·
12 Sio ·
13 Konan ·
14 Kalou ·
15 Die ·
16 Gbohouo ·
17 Aurier ·
18 Djakpa ·
19 Y. Touré ·
20 Diomandé ·
21 Bolly ·
22 Bamba ·
23 Mandé ·
Coach: Lamouchi